# Николай I (князь Мекленбурга)
Николай (Никлот) I (нем. Nikolaus (Niklot) I.; до 1164 — 25 мая 1200) — князь Мекленбурга в 1178—1185 годах, сеньор Ростока с 1185 года, сын бодричского князя Вартислава.

## Биография
О молодости Никлота ничего не известно. Его отец, бодричский князь Вартислав, был в 1164 году казнён герцогом Баварии и Саксонии Генрихом Львом. А после смерти в 1178 года князя Мекленбурга Прибислава (брата Вартислава), Никлот предъявил права на Мекленбург, однако ему пришлось бороться за наследство со своим двоюродным братом Генрихом Борвином I.
Во время борьбы императора Фридриха I Барбароссы против Генриха Льва Никлот поддержал императора, в то время как Генрих Борвин был сторонником Генриха Льва, на дочери которого был женат. Но после того как Генрих Лев в 1180 году был лишён большей части владений императором, Генрих Борвин оказался без поддержки.
В 1183 году началась междоусобица между Никлотом и Генрихом Борвином. Война шла с переменным успехом. Первоначально перевес был на стороне Генриха Борвина, который смог захватить Мекленбург и Росток, а Никлот был вынужден бежать к новому герцогу Саксонии Бернхарду III, а затем — к маркграфу Бранденбурга Оттону I, брату Бернхарда. В дальнейшем в междоусобицу вмешались князь Рюгена Яромар (Геромар), принявший сторону Никлота, и поморский князь Богуслав I, поддержавший своего племянника Генриха Борвина. В дальнейшем Генрих Борвин попал в плен к Яромару Рюгенскому, отославшего его к королю Дании Кнуду VI, а Никлот был пленён Богуславом Поморским. Король Дании воспользовался пленением мекленбургских князей и, благодаря этому, смог серьёзно усилить свои позиции на побережье Балтийского моря, поскольку Генрих Борвин и Никлот получили свободу только после того, как признали в 1185 году себя вассалами короля Дании. В итоге Мекленбург и Илово были признаны королём Кнудом владением Генриха Борвина, а Никлот получил в управление Росток.
В 1200 году Генрих Борвин и Никлот по приказу короля Кнута предприняли поход в Ратцебург, находившийся во владении графа Адольфа фон Дассель. 25 мая они сошлись в битве около Вашова с армией графа Адольфа. В итоге Никлот был убит, однако сама битва окончилась победой мекленбуржцев, а сам Адольф с трудом смог спастись бегством. Поскольку Никлот детей не оставил, его владения унаследовал Генрих Борвин.